# Nhím biển tía
Nhím biển tía, tên khoa học Strongylocentrotus purpuratus, là một loài cầu gai sinh sống ở rìa đông của Thái Bình Dương kéo dài đến Ensenada, México đến British Columbia, Canada. Loài nhím biển này có màu tím đậm và sống ở bãi triều thấp và cộng đồng bán thủy triều gần bờ. Cùng với rái cá biển và bào ngư, nó là một thành viên nổi bật của những khu vực cộng đồng rừng tảo bẹ. Nó thường có đường kính khoảng 4 inch và có thể sống thọ 70 năm.

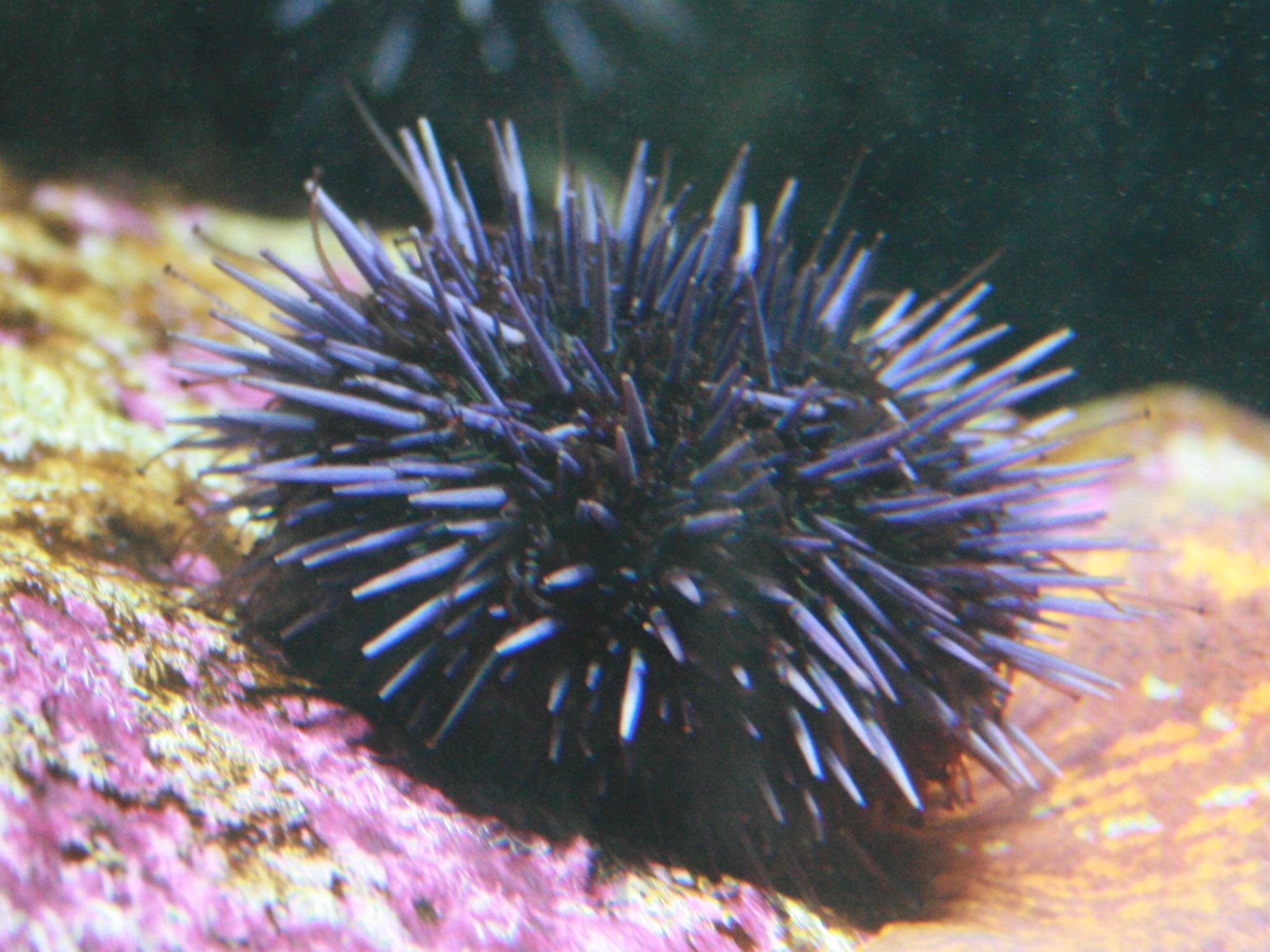
Strongylocentrotus purpuratus ở California Academy of Sciences

Nhím biển tía có nhiều vai trò. Bên cạnh tầm quan trọng sinh thái của nó, nó cũng là một hải sản quan trọng dọc theo bờ biển phía tây của Mỹ và nó là một trong một số mô hình nghiên cứu y sinh học tế bào và sinh học phát triển.
Do tầm quan trọng của nó để nghiên cứu y sinh, bộ gen của nhím biển được hoàn toàn được sắp xếp theo trình tự và chú thích trong năm 2006. Bộ gen nhím biển được ước tính để mã hóa khoảng 23.300 gen. Sử dụng hệ thống đo lường chặt chẽ nhất, nhím biển tía và con người có chung 7.700 loại gen. Nhiều trong số các gene này liên quan đến cảm giác môi trường, một thực tế gây ngạc nhiên cho một loài động vật thiếu một cấu trúc đầu.

## Hình ảnh

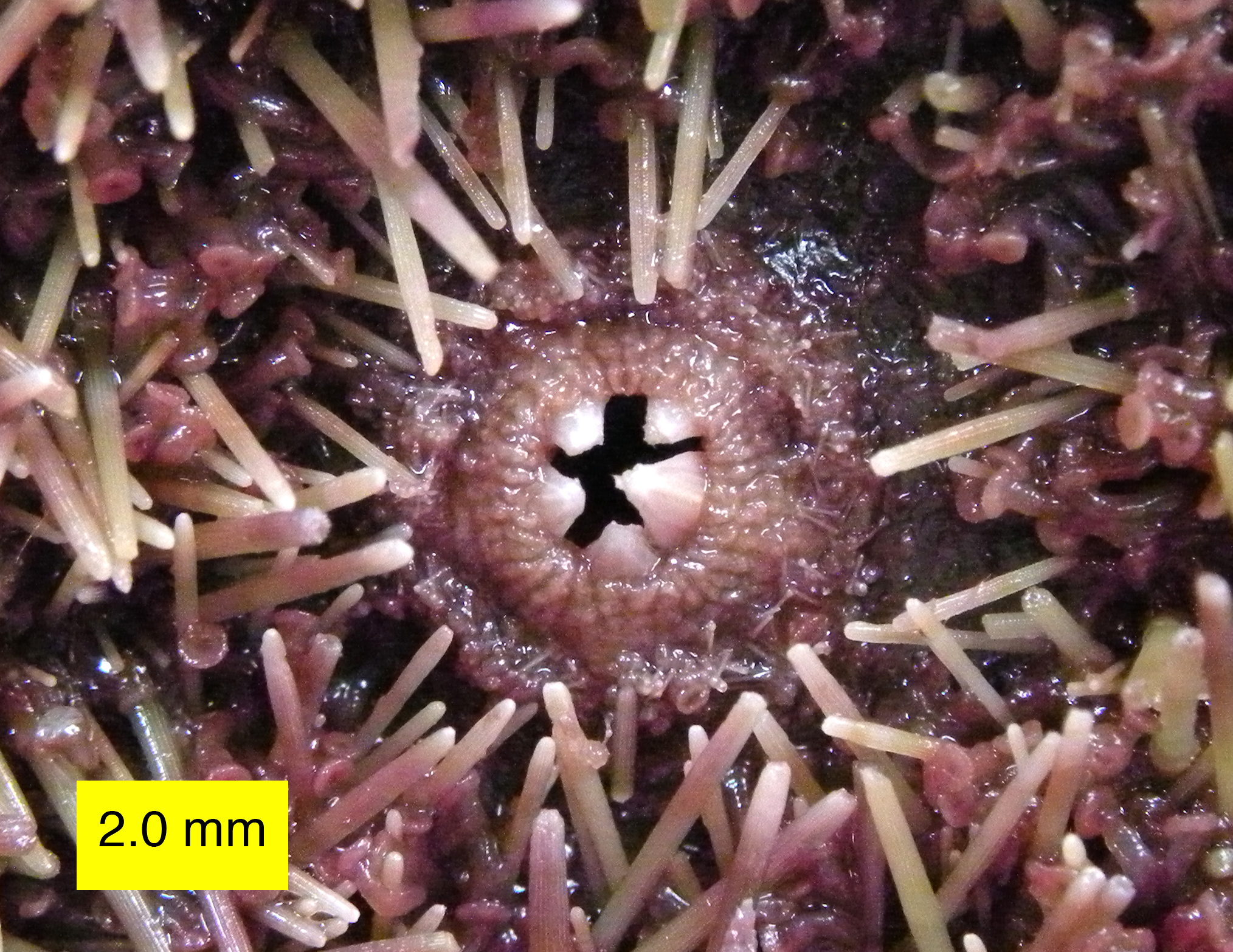
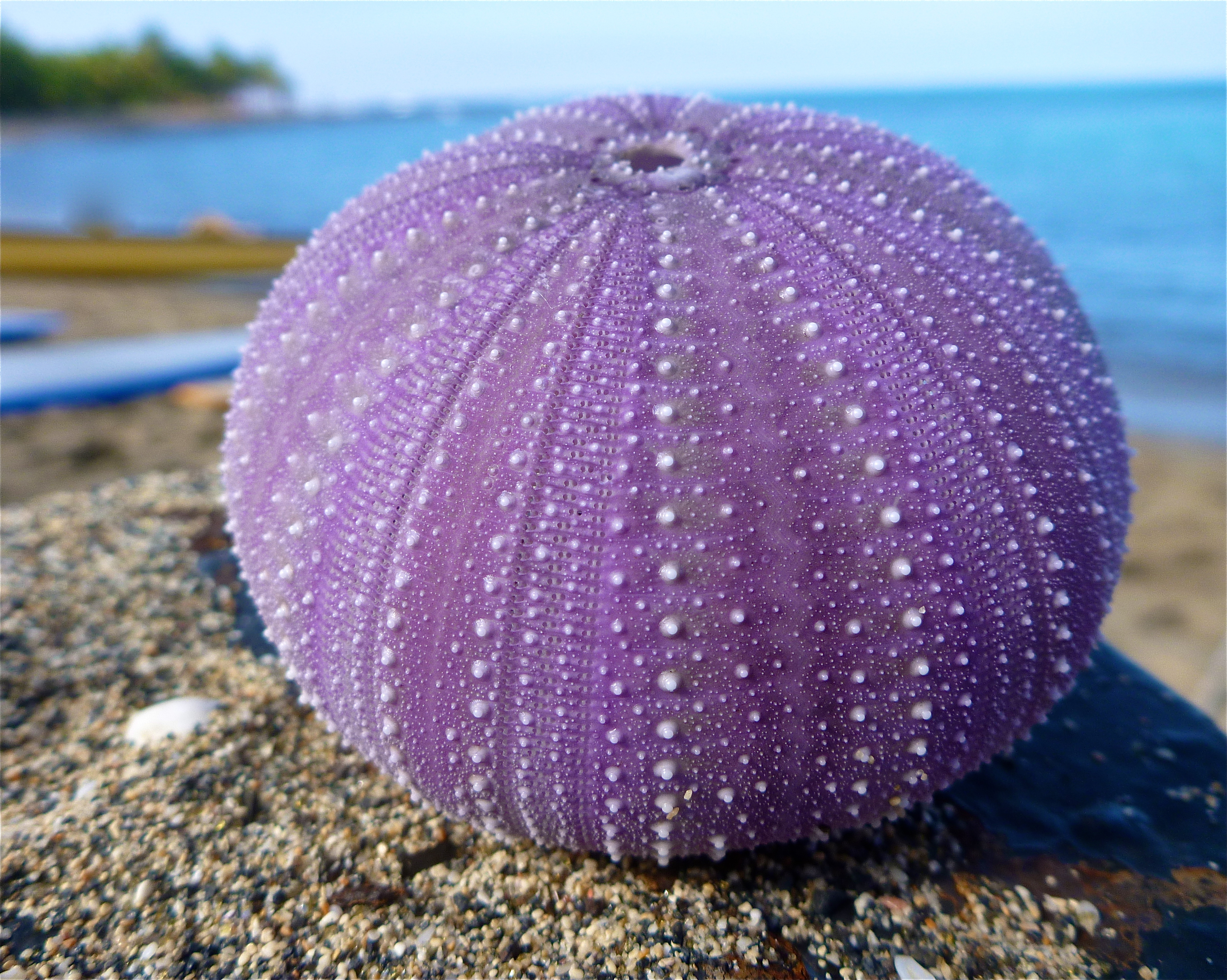

## Tham khảo

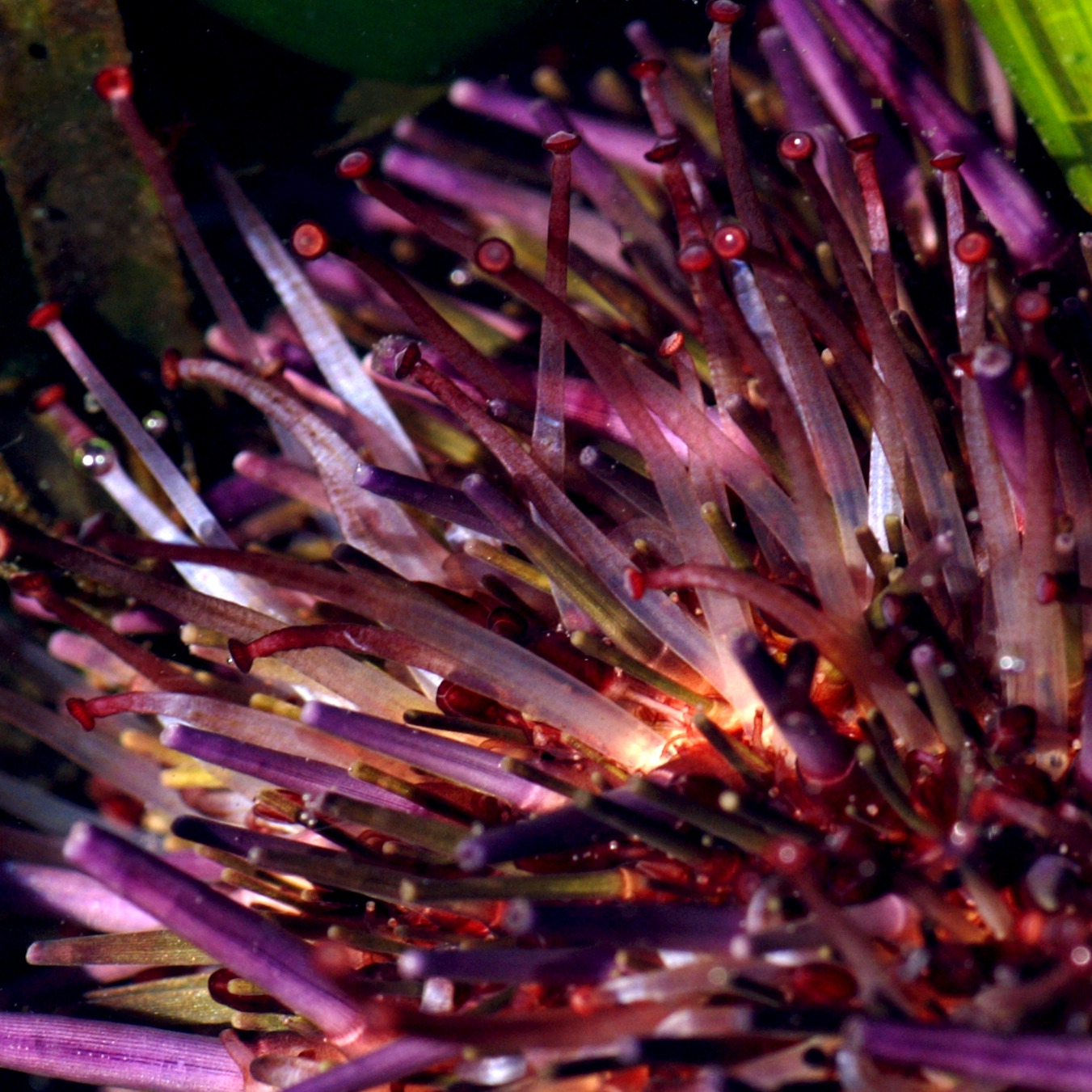
Chụp gần Strongylocentrotus purpuratus với chân ống.